# Europese kampioenschappen zwemmen 1977
De Europese kampioenschappen zwemmen 1977 werden gehouden van 14 tot en met 21 augustus 1977 in Jönköping, Zweden.
Er waren geen wijzigingen aan het zwemprogramma ten opzichte van de vorige editie. Voor het eerst werden de zwemmers onderworpen aan een dopingtest.

## Zwemmen

### Mannen
| Afstand:           | Goud:                                                                                 | Tijd     | Zilver:                                                                             | Tijd     | Brons:                                                                                 | Tijd     |
| 100 m vrije slag   | Peter Nocke Bondsrepubliek Duitsland                                                  | 51,55    | Vladimir Boere Sovjet-Unie                                                          | 52,02    | Marcello Guarducci Italië                                                              | 52,11    |
| 200 m vrije slag   | Peter Nocke Bondsrepubliek Duitsland                                                  | 1.51,72  | Andrej Krylov Sovjet-Unie                                                           | 1.51,77  | Marcello Guarducci Italië                                                              | 1.52,35  |
| 400 m vrije slag   | Sergej Roesin Sovjet-Unie                                                             | 3.54,83  | Frank Wennmann Bondsrepubliek Duitsland                                             | 3.55,47  | Frank Pfütze Duitse Democratische Republiek                                            | 3.56,46  |
| 1500 m vrije slag  | Vladimir Salnikov Sovjet-Unie                                                         | 15.16,45 | Valentin Parinov Sovjet-Unie                                                        | 15.30,05 | Borut Petrič Joegoslavië                                                               | 15.30,74 |
| 100 m rugslag      | Miloslav Rolko Tsjecho-Slowakije                                                      | 58,35    | Zoltán Verrasztó Hongarije                                                          | 58,48    | Klaus Steinbach Bondsrepubliek Duitsland                                               | 58,60    |
| 200 m rugslag      | Zoltán Verrasztó Hongarije                                                            | 2.03,88  | Miloslav Rolko Tsjecho-Slowakije                                                    | 2.05,07  | Jan Thorell Zweden                                                                     | 2.05,22  |
| 100 m schoolslag   | Gerald Mörken Bondsrepubliek Duitsland                                                | 1.02,86  | Giorgio Lalle Italië                                                                | 1.03,81  | Walter Kusch Bondsrepubliek Duitsland                                                  | 1.04,17  |
| 200 m schoolslag   | Gerald Mörken Bondsrepubliek Duitsland                                                | 2.16,78  | Arsens Miskarovs Sovjet-Unie                                                        | 2.18,24  | Walter Kusch Bondsrepubliek Duitsland                                                  | 2.21,05  |
| 100 m vlinderslag  | Roger Pyttel Duitse Democratische Republiek                                           | 55,49    | Pär Arvidsson Zweden                                                                | 55,58    | John Mills Verenigd Koninkrijk                                                         | 55,98    |
| 200 m vlinderslag  | Michael Kraus Bondsrepubliek Duitsland                                                | 2.00,40  | Roger Pyttel Duitse Democratische Republiek                                         | 2.00,55  | Pär Arvidsson Zweden                                                                   | 2.01,37  |
| 200 m wisselslag   | András Hargitay Hongarije                                                             | 2.06,82  | Andrej Smirnov Sovjet-Unie                                                          | 2.07,26  | Oleksandr Sydorenko Sovjet-Unie                                                        | 2.08,80  |
| 400 m wisselslag   | Sergej Fesenko Sovjet-Unie                                                            | 4.26,83  | Andrej Smirnov Sovjet-Unie                                                          | 4.28,81  | Csaba Sós Hongarije                                                                    | 4.29,24  |
| 4x100 m vrije slag | Bondsrepubliek Duitsland Klaus Steinbach Andreas Schmidt Jürgen Könnecker Peter Nocke | 3.26,57  | Italië Roberto Pangaro Paolo Revelli Paolo Sinegaelia Marcello Guarducci            | 3.28,58  | Sovjet-Unie Vladimir Boere Sergej Labso Sergej Kopljakov Andrej Krylov                 | 3.28,91  |
| 4x200 m vrije slag | Sovjet-Unie Vladimir Raskatov Sergej Roesin Sergej Kopljakov Andrej Krylov            | 7.28,21  | Bondsrepubliek Duitsland Frank Wennmann Klaus Steinbach Peter Knust Peter Nocke     | 7.33,28  | Duitse Democratische Republiek Rainer Strohbach Roger Pyttel Detlev Grabs Frank Pfütze | 7.36,94  |
| 4x100 m wisselslag | Bondsrepubliek Duitsland Klaus Steinbach Gerald Mörken Michael Kraus Peter Nocke      | 3.48,73  | Duitse Democratische Republiek Lutz Wanja Gregor Arnicke Roger Pyttel René Pläschke | 3.49,42  | Verenigd Koninkrijk James Carter Duncan Goodhew John Mills Martin Smith                | 3.51,05  |

### Vrouwen
| Afstand:           | Goud:                                                                                       | Tijd    | Zilver:                                                                     | Tijd    | Brons:                                                                             | Tijd    |
| 100 m vrije slag   | Barbara Krause Duitse Democratische Republiek                                               | 56,55   | Enith Brigitha Nederland                                                    | 57,09   | Petra Priemer Duitse Democratische Republiek                                       | 57,20   |
| 200 m vrije slag   | Petra Thümer Duitse Democratische Republiek                                                 | 2.00,29 | Barbara Krause Duitse Democratische Republiek                               | 2.01,40 | Annelies Maas Nederland                                                            | 2.01,76 |
| 400 m vrije slag   | Petra Thümer Duitse Democratische Republiek                                                 | 4.08,91 | Annelies Maas Nederland                                                     | 4.09,40 | Barbara Krause Duitse Democratische Republiek                                      | 4.14,39 |
| 800 m vrije slag   | Petra Thümer Duitse Democratische Republiek                                                 | 8.38,32 | Annelies Maas Nederland                                                     | 8.39,93 | Marina Altmann Duitse Democratische Republiek                                      | 8.52,94 |
| 100 m rugslag      | Birgit Treiber Duitse Democratische Republiek                                               | 1.02,63 | Ulrike Richter Duitse Democratische Republiek                               | 1.03,87 | Kaire Indrikson Sovjet-Unie                                                        | 1.05,25 |
| 200 m rugslag      | Birgit Treiber Duitse Democratische Republiek                                               | 2.13,10 | Ulrike Richter Duitse Democratische Republiek                               | 2.16,67 | Carmen Bunaciu Roemenië                                                            | 2.17,98 |
| 100 m schoolslag   | Joelia Bogdanova Sovjet-Unie                                                                | 1.11,89 | Carola Nitschke Duitse Democratische Republiek                              | 1.13,12 | Ramona Reinke Duitse Democratische Republiek                                       | 1.13,76 |
| 200 m schoolslag   | Joelia Bogdanova Sovjet-Unie                                                                | 2.35,04 | Susanne Nielsson Denemarken                                                 | 2.35,34 | Eva-Marie Håkansson Zweden                                                         | 2.38,05 |
| 100 m vlinderslag  | Andrea Pollack Duitse Democratische Republiek                                               | 1.00,61 | Christiane Knacke Duitse Democratische Republiek                            | 1.00,71 | Ineke Ran Nederland                                                                | 1.03,40 |
| 200 m vlinderslag  | Anett Fiebig Duitse Democratische Republiek                                                 | 2.12,77 | Andrea Pollack Duitse Democratische Republiek                               | 2.15,14 | Susan Jenner Verenigd Koninkrijk                                                   | 2.15,45 |
| 200 m wisselslag   | Ulrike Tauber Duitse Democratische Republiek                                                | 2.15,95 | Sabine Kahle Duitse Democratische Republiek                                 | 2.17,79 | Olga Klevakina Sovjet-Unie                                                         | 2.19,35 |
| 400 m wisselslag   | Ulrike Tauber Duitse Democratische Republiek                                                | 4.45,22 | Sabine Kahle Duitse Democratische Republiek                                 | 4.50,70 | Sharron Davies Verenigd Koninkrijk                                                 | 4.54,95 |
| 4x100 m vrije slag | Duitse Democratische Republiek Birgit Treiber Birgit Wächtler Petra Priemer Barbara Krause  | 3.49,52 | Nederland Ineke Ran Anja van de Bogaerde Annelies Maas Enith Brigitha       | 3.52,95 | Verenigd Koninkrijk Victoria Bullock Mary Houston Sharron Davies Cheryl Brazendale | 3.55,77 |
| 4x100 m wisselslag | Duitse Democratische Republiek Ulrike Richter Carola Nitschke Andrea Pollack Barbara Krause | 4.14,35 | Sovjet-Unie Kaire Indrikson Joelia Bogdanova Olga Klevakina Larisa Tsarjova | 4.18,12 | Bondsrepubliek Duitsland Heike John Dagmar Rehak Karin Seick Jutta Weber           | 4.19,05 |

## Schoonspringen

### Mannen
| Onderdeel: | Goud:                                        | Score  | Zilver:                         | Score  | Brons:                                       | Score  |
| 3 m plank  | Falk Hoffmann Duitse Democratische Republiek | 592,20 | Giorgio Cagnotto Italië         | 572,70 | Aleksandr Kosenkov Sovjet-Unie               | 536,67 |
| 10 m toren | Vladimir Alejnik Sovjet-Unie                 | 542,31 | David Ambartsoemjan Sovjet-Unie | 541,35 | Falk Hoffmann Duitse Democratische Republiek | 532,35 |

### Vrouwen
| Onderdeel: | Goud:                                         | Score  | Zilver:                                    | Score  | Brons:                     | Score  |
| 3 m plank  | Christa Köhler Duitse Democratische Republiek | 444,30 | Beate Rothe Duitse Democratische Republiek | 418,35 | Irina Kalinina Sovjet-Unie | 411,15 |
| 10 m toren | Margit Schöpke Duitse Democratische Republiek | 363,00 | Jelena Vajtsechovskaja Sovjet-Unie         | 359,19 | Irina Kalinina Sovjet-Unie | 347,46 |

## Waterpolo
| Onderdeel: | Goud:     | Zilver:     | Brons: |
| Mannen     | Hongarije | Joegoslavië | Italië |

## Synchroonzwemmen
| Onderdeel: | Goud:                                         | Score   | Zilver:                                 | Score   | Brons:                                  | Score   |
| Solo       | Jackie Cox Verenigd Koninkrijk                | 157,630 | Marijke Engelen Nederland               | 143,320 | Renate Baur Zwitserland                 | 140,420 |
| Duet       | Verenigd Koninkrijk Jackie Cox Andrea Holland | 153,910 | Nederland Helma Gluvers Marijke Engelen | 144,254 | Zwitserland Renate Baur Liselotte Meyer | 140,590 |
| Team       | Nederland                                     | 150,320 | Verenigd Koninkrijk                     | 149,770 | Zwitserland                             | 136,030 |

## Medaillespiegel
| Plaats | Land                           | Goud | Zilver | Brons | Totaal |
| 1      | Duitse Democratische Republiek | 16   | 11     | 7     | 34     |
| 2      | Sovjet-Unie                    | 7    | 9      | 7     | 23     |
| 3      | Bondsrepubliek Duitsland       | 7    | 2      | 4     | 13     |
| 4      | Hongarije                      | 3    | 1      | 1     | 5      |
| 5      | Verenigd Koninkrijk            | 2    | 1      | 5     | 8      |
| 6      | Nederland                      | 1    | 6      | 2     | 9      |
| 7      | Tsjecho-Slowakije              | 1    | 1      | 0     | 2      |
| 8      | Italië                         | 0    | 3      | 3     | 6      |
| 9      | Zweden                         | 0    | 1      | 3     | 4      |
| 10     | Joegoslavië                    | 0    | 1      | 1     | 2      |
| 11     | Denemarken                     | 0    | 1      | 0     | 1      |
| 12     | Zwitserland                    | 0    | 0      | 3     | 3      |
| 13     | Roemenië                       | 0    | 0      | 1     | 1      |
| Totaal | Totaal                         | 37   | 37     | 37    | 111    |